# Saint-Front, Charente

Saint-Front este o comună în departamentul Charente, Franța. În 1 ianuarie 2022 avea o populație de 358 de locuitori.